# 最遙遠的距離
《最遙遠的距離》是由台灣導演林靖傑執導的一部電影，曾獲得2007年威尼斯影展國際影評人週最佳影片獎以及2007年台北電影節開幕片及評審團特別獎。

## 劇情大綱
錄音師小湯（莫子儀飾）和女朋友雅筑五年的感情似乎走到盡頭。他獨自來到遙遠的台東，錄下了自然界最美的聲音和真摰的告白，一捲捲寄給台北的雅筑，希望可以觸動她的心，挽回這段感情，卻不知道她早已搬離原來的住處。
剛搬新家的小雲（桂綸鎂飾）陷落在窒悶的上班族生活，以及一段毫無出路的三角戀情中。一封封來自遠方的信件，其實是一捲捲錄音帶，寄給她所不認識的前房客。錄音帶裡豐富的聲音和情感，召喚著她啟程前往台東，一步一步地尋找聲音和錄音的陌生男子。
精神科醫師阿才（賈孝國飾）以犀利的言語道出病患外遇的傷痛畫面，卻發現最需要被治療的，其實是困在不幸婚姻裡的自己。於是，他拋下一切，出發到台東尋找多年前失去聯繫的情人。
三個生命都不知何以為繼的人，因著各自的幽微心情，分別來到海天一色的東海岸，仰望蔚藍的天空，呼吸海洋的味道，為自己的生命和愛情尋找轉折的契機。
這是最遙遠的旅程，也是最接近自己和愛情的地方。

## 外部連結
- Yahoo奇摩電影上《最遙遠的距離》的資料（繁體中文）
- MSN娛樂上《最遙遠的距離》的資料（繁體中文）

- 開眼電影網上《最遙遠的距離》的資料（繁體中文）
- 香港影庫上《最遙遠的距離》的資料（繁體中文）
- 豆瓣电影上《最遙遠的距離》的資料 （简体中文）
- 时光网上《最遙遠的距離》的資料（简体中文）
- AllMovie上《最遙遠的距離》的资料（英文）
- 爛番茄上《最遙遠的距離》的資料（英文）
- 互联网电影数据库（IMDb）上《最遙遠的距離》的资料（英文）